# Anser cygnoides

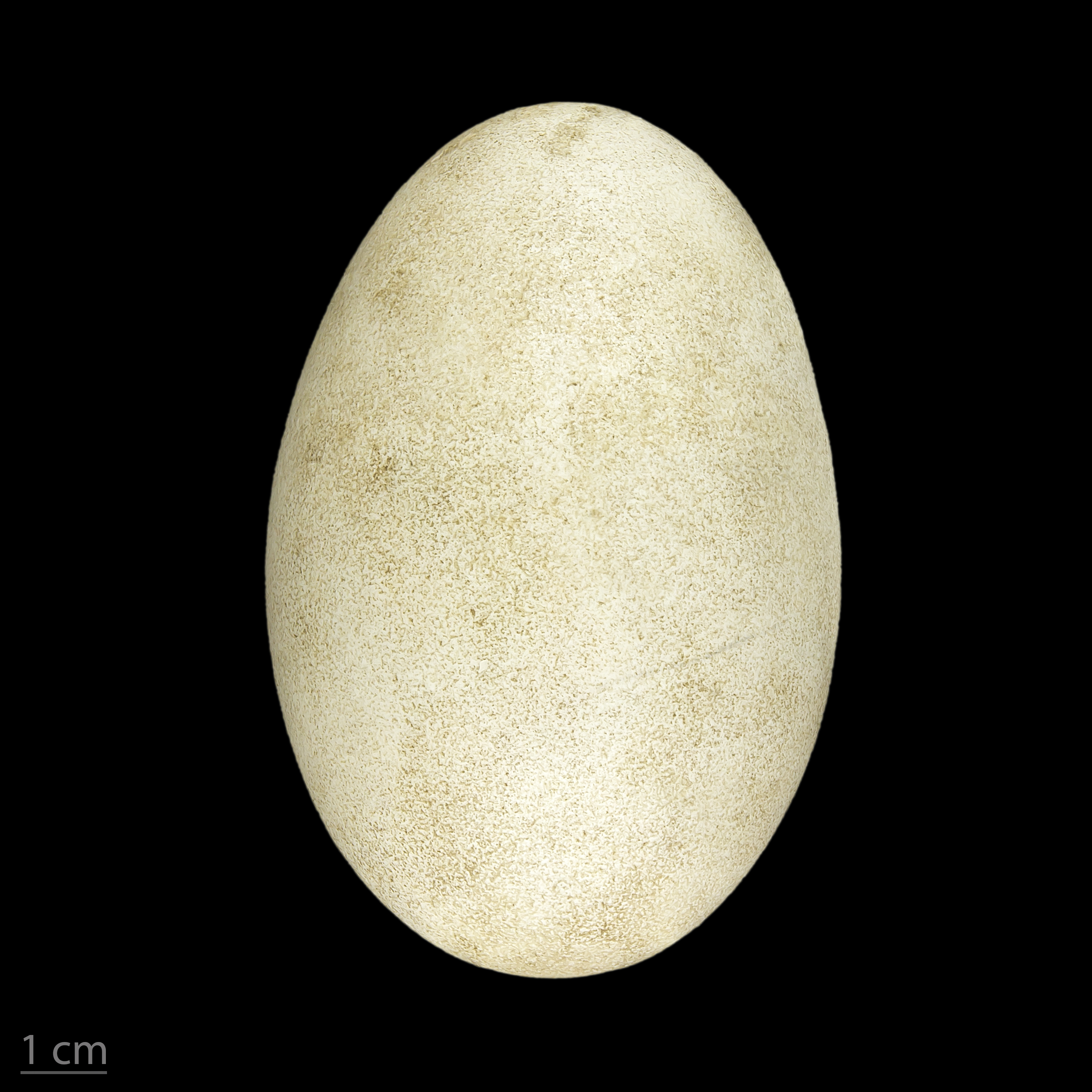
Anser cygnoides

L'oca cignoide (Anser cygnoides (Linnaeus, 1758)) è un uccello appartenente alla famiglia degli Anatidi

## Descrizione
L'oca cignoide presenta un piumaggio di color grigio con delle barrature di bianco, spesso e compatto, con il ventre bianco. Il collo è di color nocciola, sfumando al crema risalendo verso il becco, lungo e piatto interamente nero cinto alla sua base da un anello di piume bianche. Dalla nuca si dipana una striscia marrone che va a sfumare nel bruno delle ali. Le zampe palmate sono rosso-arancio, ed il becco di colore nero scuro presenta nella parte superiore una protuberanza di cartilagine di color nero. Il maschio pesa mediamente 5-6 kg, la femmina 4-5 kg.

## Distribuzione e habitat
Questo esemplare di oca viene spesso allevata a scopo prevalentemente ornamentale. Allo stato selvatico popola fiumi e stagni nella Siberia settentrionale e nell'Asia orientale (Mongolia e Manciuria). Deve il nome al suo portamento regale e fiero che la fa assomigliare ad un cigno. Il suo allevamento si è diffuso anche grazie alla sua rusticità e alla qualità della carne (ottima e magra). 
L'oca cignoide è nota universalmente come "razza cinese".

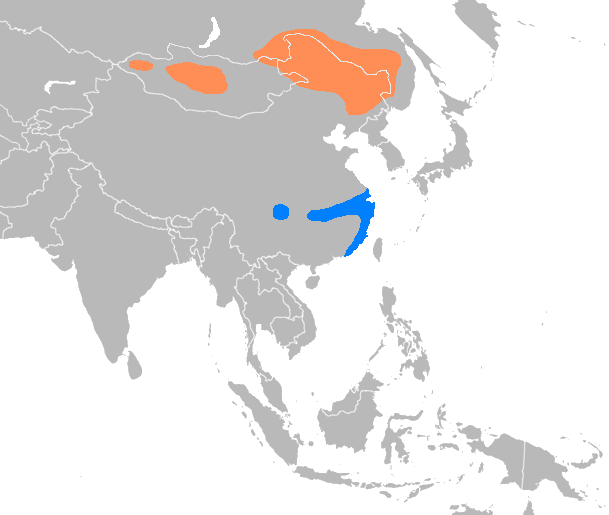

In arancione le aree di riproduzione, 
in blu le aree di svernamento

## Biologia
L'alimentazione in cattività varia a seconda della stagione: nei periodi di abbondante verdura questa svolge una parte importante della dieta. In carenza di erbe verdi, l'alimentazione è prevalentemente costituita da mangimi e cereali sfarinati. La dieta degli anatroccoli nelle prime settimane di vita deve essere ricca in proteine. I gruppi devono essere costituiti da un maschio e tre o quattro femmine. Dopo l'anno le femmine depongono un uovo ogni due o tre giorni che devono essere raccolte e fatte covare successivamente da tacchine o poste in incubatrice per 30-32 giorni, o in molti casi l'oca coverà direttamente le uova.

## Status e conservazione
A. cygnoides è classificata dalla IUCN Red List come specie vulnerabile.